# Konsum Malmfälten
Konsum Malmfälten var 1994–2015 en svensk konsumentförening med verksamhet i Kiruna kommun, Gällivare kommun och Jokkmokks kommun. Huvudkontoret låg i Gällivare.
Föreningen bildades 1994 genom sammanslagning av Malmbergets kooperativa handelsförening och Konsumentföreningen Kiruna. Föreningen hade i början av 1995 en Obs!-stormarknad, två Domus, två Obs! Interiör, två restauranger, ett bageri, två hallbutiker och sexton butiker. Föreningens större enheter var Domus och Robin Hood i Gällivare samt Domus och Obs! i Kiruna.
Sommaren 2005 stängdes butiken i Koskullskulle. År 2008 stängdes butiken i Nilivaara. Istället öppnades en ny butik i Katterjåkk, Sveriges då nordligaste Coop. I juni 2009 stängdes Domus i Kiruna, ett av landets sista Domusvaruhus. År 2011 övertog man en tidigare Ica-butik på Samariten i Gällivare. År 2013 köptes Lapporten Stormarknad i Abisko.
Runt 2013 ändrades föreningens namn till Coop Malmfälten. Året därpå bestämdes det att man skulle gå ihop med Coop Norrbotten. Det slutgiltiga beslutet om sammanslagning togs den 26 februari 2015. Coop Malmfälten hade 18 butiker vid utgången av 2014.